# 制度性宗教
制度性宗教（英語：或），宗教类型学概念，指自身具有独特神学或宇宙解释系统、形式化崇拜祭祀系统及其崇拜象徵(神明、靈魂及其形象)，并具有独立人事组织去促成神学观点阐释和祭祀活动进行的宗教。从结构角度而言，制度性宗教自身可独立于世俗的社会体系之外，从而在某种程度上与之相分离，被視為是一種宗教生活體系。

## 概念
大眾媒體以「制度性宗教」來指代世界上最大的宗教團體，尤其是國際上廣為人知的宗教（如佛教、道教、基督教等），它也指可以合法地以個人名義加入的宗教。
自新石器時代以來，隨著文明和農業的興起，制度性宗教似乎已經普遍盛行。制度性宗教可能是一個國家的官方宗教，如國教。而大多數政治國家都准許存在多個制度性宗教。由於制度性宗教的組織化，標準化和易於推廣的特性，制度性宗教多為世界上主要的宗教團體，如基督教、伊斯蘭教和猶太教等亞伯拉罕諸教和印度教、佛教中一些流派等印度宗教。而沒有被認為是制度性宗教，或是組織比較鬆散的宗教，包括許多土著和民間宗教，如傳統的非洲宗教，美洲原住民宗教和史前宗教，以及個人宗教，包括一些印度教的流派。

## 與民間宗教的關係
「制度性宗教」和「民間宗教」兩者之間為相互依賴的關係。
民間宗教需依賴制度性宗教發展其獨特神學或宇宙理念，制度性宗教提供其神明、精靈或其他崇拜象徵，創造形式化崇拜儀式和供奉方式，在制度性宗教的神職人員的指導下學習和進行宗教活動。而制度性宗教則依賴為民間宗教提供的技術支援以維持自身經營發展。
如：中國民間信仰：混合佛教與道教，以自然崇拜、圖騰崇拜、祖先崇拜以及其他地方神靈崇拜為核心，缺乏統一信仰體系和宗教經典，具有地域性、分散性、自發性、民間性的非制度化的自然宗教及其相關信仰習俗。